# Acrophasmus amazonicus
Acrophasmus amazonicus är en stekelart som beskrevs av Per Abraham Roman 1924. Acrophasmus amazonicus ingår i släktet Acrophasmus och familjen bracksteklar. Inga underarter finns listade i Catalogue of Life.